# Rat osam prinčeva
Rat Osam prinčeva, Pobuna Osam kraljeva ili Ustanak Osam prinčeva ((kin.) 八王之亂 八王之乱 wáng zhī luàn/ wang chih luan) je naziv za razdoblje političke nestabilnosti i građanskog rata koji je pogodio Kinu od 291. do 306. godine, za vrijeme vladavine cara Huija iz dinastije Jin. Ime je dobio po njegovim glavnim sudionicima - prinčevima (wang kin. 王) - iz iste dinastije, čiji su životopisi prikupljeni u poglavlju 59 "Povijesti dinastije Jin"   (Jinshu). Većina borbi se odvijala u sjevernoj Kini koja je pri tome opustošena, a što su početkom 4. stoljeća iskoristili Wu Hu nomadi i digli veliki ustanak kojim je kineska carska vlast protjerana iz sjeverne Kine.
Osam prinčeva su bili:
- Sima Liang (kin. 司馬亮), sin Sima Yija (kin. 司馬懿), titularni princ od Runana (kin. 汝南王)
- Sima Wei (kin. 司馬瑋), sin cara Wua, princ od Chua (kin. 楚王)
- Sima Lun (kin. 司馬倫), sin Sima Yija, princ od Zhaoa (kin. 趙王)
- Sima Jiong (kin. 司馬冏), nećak cara Wua, princ od Qi (kin. 齊王)
- Sima Ying (kin. 司馬穎), sin cara Wua, princ od Chengdua (kin. 成都王)
- Sima Ai (kin. 司馬乂), sin cara Wua, princ od Changshaa (kin. 長沙王)
- Sima Yong (kin. 司馬顒), daleki rođak cara Wua, princ od Hejiana. (kin. 河間王)
- Sima Yue (kin. 司馬越), daleki rođak cara Wua, princ od Donghaija (kin. 東海王)